# Tatarischer Buchweizentee
Tatarischer Buchweizentee oder Tartarischer Buchweizentee (chinesisch 苦荞茶, Pinyin kǔqiáochá, englisch tartary buckwheat tea) ist ein Aufgussgetränk. Es wird aus gerösteten Samen des Tartarischen Buchweizens (Fagopyrum tartaricum Gaertn; chin. Dádá qiáomài – 鞑靼荞麦 „Tartaren-Buchweizen“ oder kǔqiáomài – 苦荞麦 „Bitterer Buchweizen“), einer Pflanzenart aus der Gattung Buchweizen (Fagopyrum) in der Familie der Knöterichgewächse (Polygonaceae), hergestellt. Dieses Pseudogetreide weist eine geringere Kälteempfindlichkeit als der gewöhnliche Buchweizen auf und kann daher auch in höheren Berglagen bzw. kälteren Regionen angebaut werden.
Er gehört zu den traditionellen Heilmitteln der chinesischen Medizin (TCM).